# Luci Pereira
Luci Pereira (Campina Grande, 26 de março de 1960) é uma artesã e atriz brasileira que ganhou destaque na mídia com sua personagem Ondina, na novela global Caminho das Índias, e em Salve Jorge como a empregada Creusa. Em 2010 atuou em Tal Filho, Tal Pai, da mesma emissora.

## Biografia
Luci Pereira chegou a São Paulo no final da década de 1990 mas sua carreira teve início, contudo, ainda na adolescência, quando decidiu fazer um curso de iniciação ao teatro. A família a apoiava, mas a igreja evangélica de que participa nem tanto. Atualmente a atriz conta com mais de 40 espetáculos no currículo.
As dificuldades foram muitas: certa vez, para levantar verba para produção, chegou a vender roupa usada, discos e sapatos recolhidos entre os amigos na Feira da Prata, em Campina Grande. Com o dinheiro, ajudou a montar o espetáculo Machos.
Em 2007, depois de ter feito Narradores de Javé (pelo qual recebeu o prêmio de melhor atriz-coadjuvante no Festival do Audiovisual de Pernambuco) e O Ano em que Meus Pais Saíram de Férias, Luci inesperadamente recebeu um telefonema da Rede Globo convidando-a para um teste. Quando chegou ao Projac, para sua surpresa já estava até com personagem definido na minissérie Amazônia, de Galvez a Chico Mendes. Foi a partir de então que a carreira da atriz tomou um rumo ascendente.

## Filmografia

### Televisão
| Ano  | Título                             | Papel                             | Nota                      |
| ---- | ---------------------------------- | --------------------------------- | ------------------------- |
| 2006 | O Profeta                          | Jurema                            |                           |
| 2007 | Amazônia, de Galvez a Chico Mendes | Jovina                            |                           |
| 2008 | Por Toda a Minha Vida              | Maria Imaculada                   | Episódio: "Tim Maia"      |
| 2009 | O Louco dos Viadutos               | Célia Helena Castro               |                           |
| 2009 | Caminho das Índias                 | Ondina                            |                           |
| 2010 | Tal Filho, Tal Pai                 | Antônia (Tonha)                   | Especial de fim de ano    |
| 2012 | Salve Jorge                        | Creuza Macedo Matos               |                           |
| 2013 | Alexandre e Outros Heróis          | Cesária                           | Especial de fim de ano    |
| 2016 | Velho Chico                        | Cecília Raposeiro (Ceci)          |                           |
| 2017 | Dois Irmãos                        | Parteira de Zana                  | Episódio: "01"            |
| 2017 | A Força do Querer                  | Maria de Nazaré do Carmo (Nazaré) |                           |
| 2022 | Travessia                          | Creuza Macedo Matos               |                           |
| 2024 | Cosme e Damião: Quase Santos       | Beth                              | Episódio: "Golinho É Gol" |

### Cinema
| Ano  | Título                                  | Personagem           |
| ---- | --------------------------------------- | -------------------- |
| 2021 | Agreste                                 | Valda                |
| 2021 | Céu de Agosto                           | Dona Marluce         |
| 2015 | Operações Especiais                     | Dona Penha           |
| 2015 | O Tempo Feliz Que Passou                | Cecília              |
| 2015 | Que Horas Ela Volta?                    | Raimunda             |
| 2014 | A Pelada                                | Dona Zefinha         |
| 2006 | O Ano em que Meus Pais Saíram de Férias | Dona Rosa            |
| 2003 | Narradores de Javé                      | Deodora / Mariardina |

## No teatro
Quase cinquenta espetáculos, entre eles:
- Incelência
- Fogo Fátuo
- Flicts
- Séxora
- A Obscena
- A Bruxinha Doroteia
- Machos